# Fundacja Aleksandra Kwaśniewskiego „Amicus Europae”
Fundacja Aleksandra Kwaśniewskiego „Amicus Europae” – polska organizacja pozarządowa, założona w 2004 przez ówczesnego prezydenta RP Aleksandra Kwaśniewskiego.

## Działalność
Do zadań Fundacji należy m.in. popieranie integracji europejskiej, a także wspieranie procesów dialogu i pojednania, mających na celu rozwiązanie politycznych i regionalnych konfliktów w Europie. Szczególne miejsce w projektach Fundacji zajmuje wsparcie dla proeuropejskich aspiracji Ukrainy.
Fundacja prowadzi aktywną działalność publicystyczną Zespołu Analiz.
Do najważniejszych projektów Fundacji należą:
- Letnia Akademia Integracji Europejskiej w Krokowej (3 edycje)[4];
- Dialog Polsko-Niemiecko-Żydowski we Wrocławiu;
- Polsko-Niemiecki Tandem nt. Bezpieczeństwa (8 edycji);
- Wsparcie dla projektu Yalta European Strategy na Ukrainie;
- Akademia Młodych Liderów;
- Forum Bezpieczeństwa Energetycznego w Monaco[5];
- Utworzenie Europejskiej Rady ds. Pojednania i Tolerancji oraz wsparcie dla jej działalności[6];
- Inicjatywa „Bliskie Sąsiedztwo Unii Europejskiej”;
- Międzynarodowa Grupę Zadaniowa ds. Białorusi;
- Działalność analityczną i publicystyczną Zespołu Analiz Fundacji Amicus Europae;
- Projekt seminariów eksperckich nt. polityki społecznej w Polsce i Europie;
- Współpraca z FEPS i współorganizacja konferencji „Next Left” w Polsce;
- Konferencja „Towards Reconciliation. Experiences, Techniques and Opportunities for Europe”, Dubrownik, Chorwacja;
- Konferencja „Europa-Chiny: rola organizacji pozarządowych”;
- European Executive Forum w Warszawie (2 edycje);
- Prezentacja w Parlamencie Europejskim, Radzie Europy i 7 Parlamentach narodowych projektu The European Framework Statute on the Promotion of Tolerance[7];
- Konferencja o wspieraniu przedsiębiorczości MŚP w Polsce;
- Forum Postępu „Edukacja-Kultura-Polityka”[8].

W 2014 Fundacja obchodziła swoje 10-lecie, w ramach którego została zorganizowana międzynarodowa konferencja „Europa-wczoraj, dziś i jutro. Społeczeństwa, instytucje i porządek prawny”.
W 2024 odbyły się obchody 20-lecia Fundacji, połączone z jubileuszem siedemdziesiątych urodzin Aleksandra Kwaśniewskiego.

## Władze Fundacji

### Prezesi
1. Ireneusz Bil (od 2022)
2. Andrzej Majkowski (2006–2022)

### Członek Zarządu
1. Jacek Kluczkowski (od 2024)[11]

### Dyrektor Biura
1. Ireneusz Bil (2006–2022)

### Przewodniczący Rady
1. Aleksander Kwaśniewski (od 2012)[12][13][14]